# Marija Siziakowa
Marija Siemionowna Siziakowa z domu Romanowa (ros Мария Семёновна Сизякова, z d. Романова, ur. 3 września 1935 w Gorkim) – radziecka lekkoatletka, wieloboistka, medalistka mistrzostw Europy z 1969.
Zajęła 10. miejsce w pięcioboju  na igrzyskach olimpijskich w 1964 w Tokio.
Zdobyła brązowy medal w tej konkurencji  na mistrzostwach Europy w 1969 w Atenach, przegrywając jedynie z Liese Prokop z Austrii i Metą Antenen ze Szwajcarii. 